# Yoshiaki Takagi
Yoshiaki Takagi (高木 善朗?, Takagi Yoshiaki; Yokohama, 9 dicembre 1992) è un calciatore giapponese, centrocampista dell'Albirex Niigata.